# Kalāteh-ye Naqī
Kalāteh-ye Naqī är en ort i Iran.   Den ligger i provinsen Nordkhorasan, i den nordöstra delen av landet, 600 km öster om huvudstaden Teheran. Kalāteh-ye Naqī ligger 1 249 meter över havet och antalet invånare är 505.
Terrängen runt Kalāteh-ye Naqī är huvudsakligen kuperad, men norrut är den platt.Runt Kalāteh-ye Naqī är det ganska glesbefolkat, med 27 invånare per kvadratkilometer. Närmaste större samhälle är Bojnourd, 10,7 km norr om Kalāteh-ye Naqī. Omgivningarna runt Kalāteh-ye Naqī är i huvudsak ett öppet busklandskap.